# Eredivisie (vrouwenhandbal) 1992/93
De Eredivisie is de hoogste afdeling van het Nederlandse handbal bij de vrouwen op landelijk niveau. In het seizoen 1992/1993 werd Evic/Swift landskampioen. Bevo Heldia Combinatie en LUK/UVG degradeerden naar de Eerste divisie.

## Opzet
Eerst speelden de 12 ploegen in competitieverband. De klassering in de reguliere competitie bepaalde in welke nacompetitie de ploeg belandde. 
- De kampioenspoule was voor de ploegen die respectievelijk op plek één tot en met vier belandde. In de kampioenspoule speelden de ploegen één wedstrijd tegen elke partij. De beste twee teams uit de kampioenspoule plaatsten zich voor de Best of Three-serie. Aan de hand van de Best of Three-serie werd bepaald die landskampioen van Nederland werd.
- De vier laagst geklasseerde ploegen streden samen met de winnaars van de eerste divisies in de degradatiepoule voor handhaving in de eredivisie. In de degradatiepoule speelden de ploegen twee wedstrijden tegen elke partij. De twee hoogst geklasseerde ploegen in de degradatiepoule speelden het volgende jaar in de eredivisie.

## Teams
| Club                   | Plaats     | Provincie     | Trainer          |
| ---------------------- | ---------- | ------------- | ---------------- |
| Aalsmeer               | Aalsmeer   | Noord-Holland |                  |
| Bevo Heldia Combinatie | Panningen  | Limburg       |                  |
| Bollenstreek           | Voorhout   | Zuid-Holland  |                  |
| Rockport/Hellas        | Den Haag   | Zuid-Holland  |                  |
| Lacerna/OSC            | Amsterdam  | Noord-Holland |                  |
| PSV                    | Eindhoven  | Noord-Brabant |                  |
| Quintus                | Kwintsheul | Zuid-Holland  |                  |
| SEW                    | Nibbixwoud | Noord-Holland |                  |
| Evic/Swift             | Roermond   | Limburg       | Gabrie Rietbroek |
| LUK/UVG                | Boxmeer    | Noord-Brabant |                  |
| ADB/V&L                | Geleen     | Limburg       | Wiel Mayntz      |
| VZV                    | 't Veld    | Noord-Holland |                  |

## Reguliere competitie

### Stand
| Pos | Club                    | Wed | W  | G | V  | Ptn | DV  | DT  | +/−  | Opmerking                           |
| --- | ----------------------- | --- | -- | - | -- | --- | --- | --- | ---- | ----------------------------------- |
| 1   | Evic/Swift              | 22  | 21 | 0 | 1  | 42  | 545 | 340 | +205 | Gekwalificeerd voor kampioenspoule  |
| 2   | SEW                     | 22  | 15 | 0 | 7  | 30  | 380 | 360 | +20  | Gekwalificeerd voor kampioenspoule  |
| 3   | Aalsmeer                | 22  | 13 | 3 | 5  | 29  | 472 | 430 | +42  | Gekwalificeerd voor kampioenspoule  |
| 4   | PSV                     | 22  | 14 | 1 | 7  | 29  | 370 | 332 | +38  | Gekwalificeerd voor kampioenspoule  |
| 5   | ADB/V&L                 | 22  | 13 | 2 | 6  | 28  | 425 | 372 | +53  |                                     |
| 6   | Quintus                 | 22  | 12 | 3 | 7  | 27  | 408 | 366 | +42  |                                     |
| 7   | Bollenstreek            | 22  | 10 | 5 | 7  | 25  | 389 | 387 | +2   |                                     |
| 8   | Rockport/Hellas         | 22  | 9  | 2 | 11 | 20  | 376 | 372 | –4   |                                     |
| 9   | LUK/UVG                 | 22  | 5  | 1 | 16 | 11  | 302 | 380 | –78  | Gekwalificeerd voor degradatiepoule |
| 10  | Lacerna/OSC             | 22  | 4  | 1 | 17 | 9   | 331 | 410 | –79  | Gekwalificeerd voor degradatiepoule |
| 11  | VZV                     | 22  | 3  | 2 | 17 | 8   | 317 | 442 | –125 | Gekwalificeerd voor degradatiepoule |
| 12  | Bevo Heladia Combinatie | 22  | 3  | 0 | 19 | 6   | 303 | 423 | –120 | Gekwalificeerd voor degradatiepoule |

## Degradatiepoule

### Stand
| Pos | Club                    | Wed | Ptn | Opmerking                        |
| --- | ----------------------- | --- | --- | -------------------------------- |
| 1   | Lacerna/OSC             | 10  | 17  | Speelt volgend jaar eredivisie   |
| 2   | VZV                     | 10  | 13  | Speelt volgend jaar eredivisie   |
| 3   | Internos                | 10  | 10  | Gedegradeerd naar eerste divisie |
| 4   | Bevo Heladia Combinatie | 10  | 8   | Gedegradeerd naar eerste divisie |
| 5   | TSC/DSVD                | 10  | 7   | Gedegradeerd naar eerste divisie |
| 6   | LUK/UVG                 | 10  | 5   | Gedegradeerd naar eerste divisie |

## Kampioenspoule

### Stand
| Pos | Club       | Wed | W | G | V | Ptn | DV | DT | +/− | Opmerking                         |
| --- | ---------- | --- | - | - | - | --- | -- | -- | --- | --------------------------------- |
| 1   | Evic/Swift | 3   | 3 | 0 | 0 | 6   | 74 | 44 | +30 | Gekwalificeerd voor Best of Three |
| 2   | PSV        | 3   | 2 | 0 | 1 | 4   | 59 | 58 | +1  | Gekwalificeerd voor Best of Three |
| 3   | Aalsmeer   | 3   | 1 | 0 | 2 | 2   | 60 | 72 | –12 |                                   |
| 4   | SEW        | 3   | 0 | 0 | 3 | 0   | 52 | 63 | –11 |                                   |

### Uitslagen
| Thuis \ Uit | SWI   | SEW   | AAL   | PSV   |
| ----------- | ----- | ----- | ----- | ----- |
| Evic/Swift  | 00–00 | 26–14 | 31–17 | 17–13 |
| SEW         | 00–00 | 00–00 | 16–20 | 18–21 |
| Aalsmeer    | 00–00 | 00–00 | 00–00 | 23–25 |
| PSV         | 00–00 | 00–00 | 00–00 | 00–00 |

## Best of Three
|  | Evic/Swift | 25 – 8 | PSV | Roermond |
|  |            |        |     | Roermond |
|  |            |        |     | Roermond |

|  | PSV | 20 – 24 | Evic/Swift | Eindhoven |
|  |     |         |            | Eindhoven |
|  |     |         |            | Eindhoven |

|  | Evic/Swift | v | PSV | Roermond |
|  |            |   |     | Roermond |
|  |            |   |     | Roermond |

## Handballer van het jaar
In september 1993 werd Katalin Szilagyi van Evic/Swift tot handbalster van het jaar uitgeroepen door journalisten en trainers. Daarnaast werd Marlie Menten van SVM uitgeroepen tot talent van het jaar.
| Pos | Naam             | Club       |
| --- | ---------------- | ---------- |
| 1   | Katalin Szilagyi | Evic/Swift |
| 2   | Natasja Kivit    | UDSV       |
| 3   | Clara Kleintjens | ADB/V&L    |